# Hosťová
Hosťová és un poble i municipi d'Eslovàquia que es troba a la regió de Nitra, al sud-oest del país. El 2022 tenia una població estimada de 402 habitants.

## Història
La primera menció escrita de la vila es remunta al 1232 amb el nom en hongarès de Guesta. El 1644 els turcs destruïren la vila. El 1715 ja hi havia 10 famílies. El 1787 hi vivien 290 persones i hi havia 49 cases. El 1828 hi havia 319 persones i 45 cases. El llibre de geografia nacional de 1796 catalogà la vila com un poble de primera classe. El 1849, a causa del còlera, moriren 26 persones. Segons el cens del 1910 hi havia 390 persones (la majoria hongaresos). Fins al Tractat del Trianon la vila va pertànyer al Regne d'Hongria, després passà a formar part de la nova Txecoslovàquia. Després de la Segona Guerra Mundial, els hongaresos perderen els seus drets segons els Decrets de Beneš. Finalment el 1993 passà a formar part de l'actual Eslovàquia.

## Demografia
| Godina             | 1994 | 2004   | 2014   | 2024    |
| ------------------ | ---- | ------ | ------ | ------- |
| Nombre de persones | 390  | 368    | 373    | 428     |
| Diferència         |      | −5,64% | +1,35% | +14,74% |

| Godina             | 2023 | 2024   |
| ------------------ | ---- | ------ |
| Nombre de persones | 433  | 428    |
| Diferència         |      | −1,15% |